# Kim Nam-gil
Kim Nam-gil (hangul: 김남길, nascido em 13 de março de 1980 ) é um ator, produtor, cantor e filantropo sul-coreano. Ele é mais conhecido por seus papéis principais no blockbuster de desastre Pandora (2016); no thriller policial The Shameless (2015); no filme de aventura The Pirates (2014); no drama de época Portrait of a Beauty (2008); no drama de fantasia médica Live Up to Your Name; e no drama de comédia policial The Fiery Priest (2019). Seu papel inovador foi Bidam no drama da época da televisão Queen Seondeok (2009).
Kim também é o fundador e CEO de uma organização sem fins lucrativos Gilstory, que se concentra na preservação do patrimônio cultural, na promoção de artes e na captação de recursos para fins especiais.

## Filmografia

### Cinema
| Ano  | Título                         | Função                                     | Notas                    |
| ---- | ------------------------------ | ------------------------------------------ | ------------------------ |
| 2004 | Low Life                       | Oficial de polícia no ponto de verificação |                          |
| 2006 | Don't Look Back                | Seok-woo                                   | [ 2 ]                    |
| 2006 | Huhwihaji anha                 | Song Jae-min                               |                          |
| 2008 | Public Enemy Returns           | Park Mun-su                                |                          |
| 2008 | Modern Boy                     | Hidaka Shinsuke                            | [ 3 ]                    |
| 2008 | Portrait of a Beauty           | Kang-mu                                    |                          |
| 2009 | Handphone                      | Jang Yoon-ho                               | [ 4 ]                    |
| 2010 | Lovers Vanished                | Kim Su-in                                  |                          |
| 2012 | Ensemble                       | —                                          | Produtor                 |
| 2013 | Hello, Mon                     | —                                          | Curta-metragem, Diretor  |
| 2014 | The Pirates                    | Jang Sa-jung                               |                          |
| 2014 | Glory for Everyone             | —                                          | Narrador de documentário |
| 2015 | The Shameless                  | Jung Jae-gon                               |                          |
| 2015 | The Sound of a Flower          | Heungseon Daewongun                        |                          |
| 2016 | Pandora                        | Kang Jae-hyeok                             |                          |
| 2017 | Memoir of a Murderer           | Tae-joo                                    |                          |
| 2017 | One Day                        | Kang-soo                                   |                          |
| 2019 | The Odd Family: Zombie On Sale | Min-gul                                    |                          |
| 2020 | Closet                         |                                            |                          |

### Televisão
| Ano  | Título                                        | Função                                      | Rede |
| ---- | --------------------------------------------- | ------------------------------------------- | ---- |
| 1999 | School 1                                      | Min-soo                                     | KBS2 |
| 2004 | MBC Best Theatre "Kang Jang-soo's Love House" |                                             | MBC  |
| 2004 | Nonstop 4                                     |                                             | MBC  |
| 2004 | Sweet Buns                                    | O namorado de Hong Hye-jan                  | MBC  |
| 2005 | Be Strong, Geum-soon!                         | Noh Seong-hwan                              | MBC  |
| 2005 | The 5th Republic                              | Park Ji-man                                 | MBC  |
| 2005 | My Lovely Sam Soon                            | Kim Byung-tae                               | MBC  |
| 2006 | Goodbye Solo                                  | Yoo Ji-an                                   | KBS2 |
| 2006 | Lovers                                        | Tae-san                                     | SBS  |
| 2007 | When Spring Comes                             | Kim Joon-ki                                 | KBS2 |
| 2007 | Several Questions That Make Us Happy          | Im Seok-joo                                 | KBS2 |
| 2009 | Queen Seondeok                                | Bidam                                       | MBC  |
| 2009 | Tears of the Amazon                           | Narrador de documentário                    | MBC  |
| 2010 | Haiti, Tears of Tragedy                       | Narrador de documentário                    | MBC  |
| 2010 | Personal Taste                                | Homem sentado no café ( cameo, episódio 11) | MBC  |
| 2010 | Bad Guy                                       | Shim Gun-wook                               | SBS  |
| 2013 | Shark                                         | Han Yi-soo                                  | KBS2 |
| 2017 | Live Up to Your Name                          | Heo Im / Heo Bong-tak                       | tvN  |
| 2019 | The Fiery Priest                              | Kim Hae-il                                  | SBS  |

## Prêmios e indicações
| Ano  | Prêmio                                       | Categoria                                        | Obra indicada        | Resultado | Ref.   |
| ---- | -------------------------------------------- | ------------------------------------------------ | -------------------- | --------- | ------ |
| 2008 | 29th Blue Dragon Film Awards                 | Best New Actor                                   | Public Enemy Returns | Indicado  |        |
| 2009 | 46th Grand Bell Awards                       | Best New Actor                                   | Modern Boy           | Indicado  |        |
| 2009 | 46th Grand Bell Awards                       | Best Supporting Actor                            | Modern Boy           | Indicado  |        |
| 2009 | 17th Korean Culture and Entertainment Awards | Best New Actor (Film)                            | Modern Boy           | Venceu    | [ 12 ] |
| 2009 | 2nd Style Icon Awards                        | New TV Icon                                      | —                    | Venceu    | [ 13 ] |
| 2009 | MBC Drama Awards                             | Excellence Award, Actor                          | Queen Seondeok       | Venceu    | [ 14 ] |
| 2009 | MBC Drama Awards                             | Best New Actor                                   | Queen Seondeok       | Indicado  | [ 14 ] |
| 2009 | MBC Drama Awards                             | Best Couple Award with Lee Yo-won                | Queen Seondeok       | Venceu    |        |
| 2010 | 46th Baeksang Arts Awards                    | Best New Actor (TV)                              | Queen Seondeok       | Venceu    | [ 15 ] |
| 2010 | SBS Drama Awards                             | Top Excellence Award, Actor in a Drama Special   | Bad Guy              | Indicado  |        |
| 2013 | KBS Drama Awards                             | Top Excellence Award, Actor                      | Shark                | Indicado  |        |
| 2013 | KBS Drama Awards                             | Excellence Award, Actor in a Mid-length Drama    | Shark                | Indicado  |        |
| 2013 | KBS Drama Awards                             | Netizen Award, Actor                             | Shark                | Indicado  |        |
| 2013 | KBS Drama Awards                             | Best Couple Award with Son Ye-jin                | Shark                | Indicado  |        |
| 2014 | 8th Asian Film Awards Special Awards         | Asian Rising Star                                | —                    | Venceu    | [ 16 ] |
| 2015 | 24th Buil Film Awards                        | Best Actor                                       | The Shameless        | Indicado  |        |
| 2019 | 55th Baeksang Arts Awards                    | Best Actor (TV)                                  | The Fiery Priest     | Indicado  | [ 17 ] |
| 2019 | Korean Broadcasters Association Awards       | Best Actor                                       | The Fiery Priest     | Venceu    | [ 18 ] |
| 2019 | 14th Seoul International Drama Awards        | Outstanding Korean Actor                         | The Fiery Priest     | Venceu    | [ 19 ] |
| 2019 | Busan International Film Festival            | Best Actor                                       | The Fiery Priest     | Venceu    | [ 20 ] |
| 2019 | 32nd Grimae Awards                           | Best Actor                                       | The Fiery Priest     | Venceu    | [ 21 ] |
| 2019 | SBS Drama Awards                             | Grand Prize (Daesang)                            | The Fiery Priest     | Venceu    | [ 22 ] |
| 2019 | SBS Drama Awards                             | Producer's Award                                 | The Fiery Priest     | Indicado  |        |
| 2019 | SBS Drama Awards                             | Top Excellence Award in Mid-Length Drama (Actor) | The Fiery Priest     | Indicado  |        |
| 2019 | 10th Korean Popular Culture & Arts Awards    | Prime Minister’s Commendation                    | —                    | Venceu    | [ 23 ] |